# Imma Be
Imma Be – piosenka grupy The Black Eyed Peas pochodzącą z piątego studyjnego albumu The E.N.D. Nagranie jest czwartym singlem promującym płytę. Singiel ukazał się 19 maja 2010.